# Oimbra
Oimbra (oficialmente y en gallego Oímbra) es un municipio español en la provincia de Orense y la Comarca de Verín, en la comunidad autónoma de Galicia. Oimbra es limítrofe con Portugal.

## Geografía humana

### Demografía
Cuenta con una población de 1711 habitantes (INE 2024).
| Gráfica de evolución demográfica de Oímbra entre 1842 y 2021 |
| |
| Población de derecho según los censos de población del INE Población de hecho según los censos de población del INEEn estos censos se denominaba Oimbra: 1842, 1857, 1860, 1877, 1887, 1897, 1900, 1910, 1920, 1930, 1940, 1950, 1960, 1970, 1981 y 1991 |

### Organización territorial
El municipio está formado por once entidades de población distribuidas en siete parroquias:
- Bousés (Santa Eulalia)[8][7]
- Chas[6] (Santa María de las Nieves)[9]
- Granja[6] (San Juan)[10]
- Oimbra[6] (Santa María)[11]
- Rabal (San Andrés)[12][7]
- San Ciprián[6] (Santa Cruz)[13]
- Videferre (Santa María)

### Economía
El sustento económico de los habitantes del ayuntamiento procede en gran parte del sector primario, especialmente de la agricultura y de la ganadería.
Destacan los productos da huerta, siendo el producto estrella el pimiento blanco, que cuenta con indicación geográfica protegida.

## Patrimonio

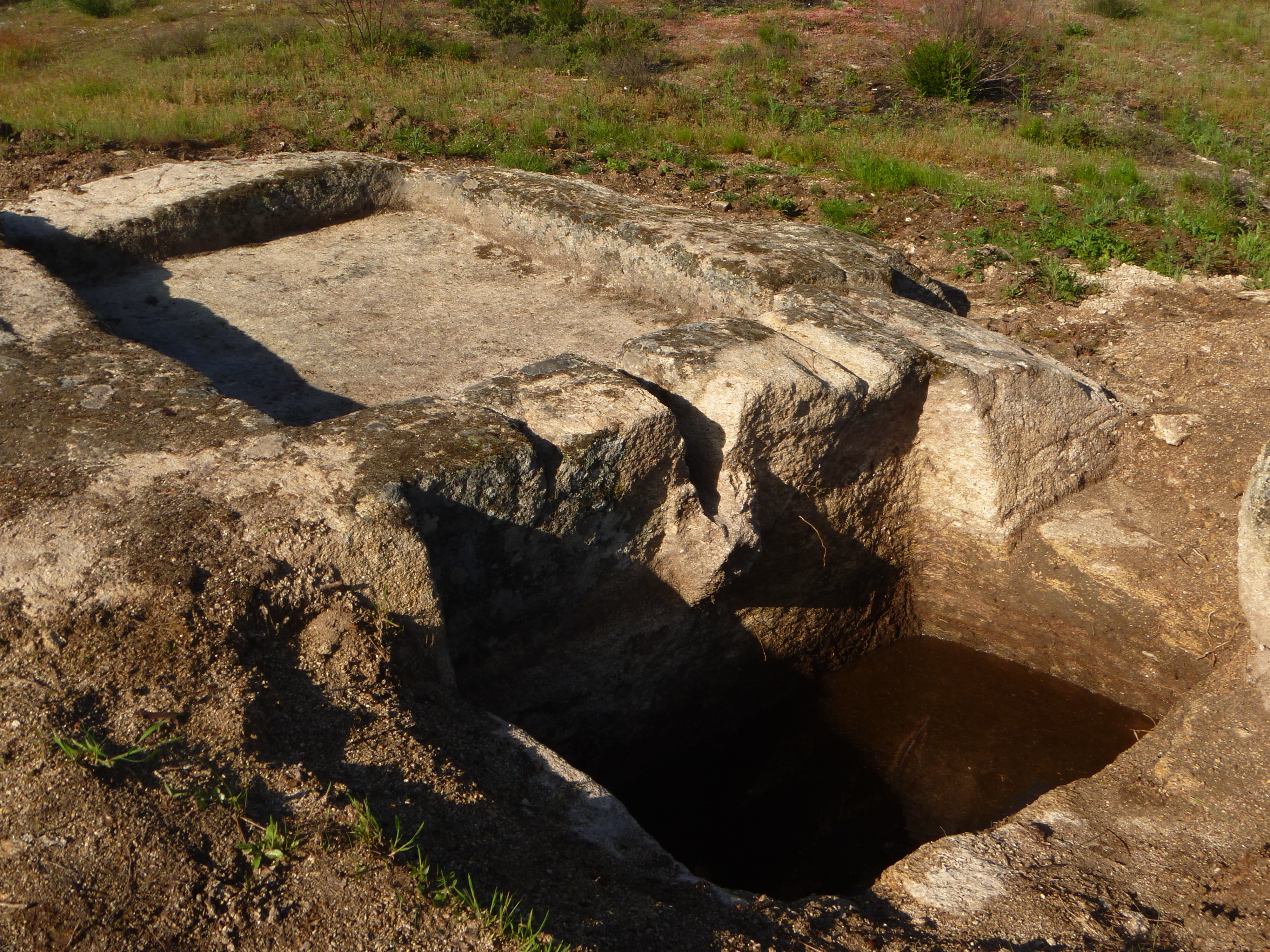
Uno de los lagares rupestres de Oimbra

### Lagares Rupestres
Oímbra destaca por ser el ayuntamiento de Galicia con mayor concentración de lagares rupestres, existiendo una ruta señalizada en la parroquia de Oímbra para visitar alguno de los más importantes.

### Adega-Iagar das Barrocas (Oimbra)
Bodega rehabilitada para la ruta de los Lagares Rupestres. Tiene tres alturas, una primera enterrada donde el techo se sustenta por pórticos de piedra y que sería la propia bodega, una segunda con el lagar que desaguaba directamente para la bodega y una tercera que podía valer de vivienda o de almacén.

### Iglesia de Santa María de Oimbra
Aunque ampliamente reformada en el siglo XVII conserva restos de un pasado románico y tiene una capilla de estilo barroco.

### Ceada/Castro das Laxes/Castelo de Lobarzán (Chas/Vilaza)[15]
Recinto arqueológico de grandes dimensiones que está siendo investigado en estos momentos por la Universidad de Vigo y en el que se tiene encontrado restos calcolíticos, romanos y medievales.

### Castro da Ceada (Espiño)
Recinto fortificado en altura que está siendo investigado en estos momentos por la Universidad de Vigo y del que se desconoce su adscripción temporal.

### Crucero de San Ciprián
Crucero con la representación de la pasión de cristo, pasa por ser uno de los cruceros más importantes de la diócesis de Ourense, hecho en 1754.

### Casa con escudo de la Inquisición (Videferre)
Casa de planta rectangular que en la fachada tiene una puerta con arco de medio punto y sobre él un escudo de armas de la Inquisición.

## Festividades
El día 26 de julio se celebran las fiestas patronales  de carácter religioso en honor de Santa Ana. La fiesta más popular y conocida es el carnaval, llamado Entroido de Oímbra que es uno de los más importantes de Galicia, encuadrado en el conocido triángulo del Entroido Orensano.
El primer fin de semana de agosto se celebra la feria de exaltación del pimiento, el producto más típico de la huerta local.